# Hãy về đây bên anh
"Hãy về đây bên anh" là ca khúc được sáng tác và thể hiện lần đầu bởi Duy Mạnh trong album Vol.1 – Tình em là đại dương, phát hành năm 2004. Ca khúc này cùng với "Kiếp đỏ đen" đã đưa Duy Mạnh trở thành hiện tượng âm nhạc trong năm.

## Phát hành
"Hãy về đây bên anh" được phát hành lần đầu trong album Vol.1 – Tình em là đại dương của Duy Mạnh vào năm 2005.

### Tuấn Hưng
Từng là anh em thân thiết nhưng mối quan hệ giữa Tuấn Hưng và Duy Mạnh rạn nứt trong nhiều năm mà "Hãy về đây bên anh" là một phần nguyên nhân, khi Duy Mạnh tố cáo Tuấn Hưng biểu diễn trái phép ca khúc này trong một chuyến lưu diễn. Về phần Tuấn Hưng lại khẳng định đã xin khi thu âm ca khúc này.

### Đan Trường
Sau khi phát hành, ca khúc được khán giả yêu thích trong đó có những người nghe ở Trung Quốc. Ông bầu của Đan Trường là Hoàng Tuấn – giám đốc công ty H.T Production – đã liên hệ xin được mua bản quyền ca khúc để được dịch và phát hành dưới dạng tiếng Hoa. Khi Duy Mạnh đồng ý và sẵn sàng làm hợp đồng thì Hoàng Tuấn không phản hồi lại.

Cuối năm 2007, ca sĩ Đan Trường phát hành bộ album Vol.17 Thập nhị mỹ nhân – Anh vẫn đợi chờ. Trong đó DVD Anh vẫn đợi chờ có sử dụng ca khúc "Hãy về đây bên anh" với hai ngôn ngữ là tiếng Thái và tiếng Hoa. Album này sau đó được gửi tranh giải Album vàng 2008 và lọt vào vòng thi tháng 5 năm 2008.
Mâu thuẫn về bản quyền bắt đầu khi Duy Mạnh được một người bạn gửi đường link ca khúc Hãy về đây bên anh trong album này, vì nghĩ rằng ca khúc chỉ phát hành trên internet nên khó có thể đòi quyền lợi. Ban đầu Duy Mạnh định bỏ qua vụ việc, cho đến khi biết ca khúc được phát hành trong dưới dạng CD-DVD và xem được video ca khúc phát trên truyền hình Duy Mạnh mới thu thập bằng chứng để đòi quyền lợi.
Ngày 28 tháng 4 năm 2010, Duy Mạnh nộp đơn lên Trung tâm Bảo vệ quyền tác giả âm nhạc Việt Nam (VCPMC) với lý do ca khúc này được dịch sang tiếng Thái và tiếng Hoa để sử dụng trong album Thập nhị mỹ nhân mà chưa xin phép hay có sự đồng ý của Duy Mạnh. Thậm chí, ca khúc "Hãy về đây bên anh" với phần lời tiếng Thái được ghi trên bìa album Thập nhị mỹ nhân có đánh sao (*) xác nhận là lời độc quyền của công ty H.T Production. VCPMC xác nhận với Duy Mạnh rằng Hoàng Tuấn chỉ xin cấp phép sử dụng ca khúc với phần lời tiếng Việt.
Hoàng Tuấn cho biết chính Đan Trường xác nhận đã được Duy Mạnh cho phép sử dụng ca khúc với số tiền tác quyền đã trả cho Duy Mạnh là 1.700.000 đồng, còn chuyện đánh sao là sai sót vô ý của công ty. Nhưng Duy Mạnh khẳng định vào năm 2005 từng cho phép Đan Trường biểu diễn "Hãy về đây bên anh" bằng tiếng Việt. Đan Trường cho rằng anh đã xin phép biểu diễn cũng mới trả 500.000 đồng cho tác quyền phát hành CD nhưng sau đó lại phát hành dưới dạng DVD. Sự việc sau đó đã kết thúc với lời xin lỗi của Hoàng Tuấn.

### Một số bản biểu diễn khác
- Quang Lê – Album TNCD365: 7000 đêm góp lại (2005)
- Xuân Hiếu – Album Xuân Hiếu vol.7: Hãy về đây bên anh (2007)[13]
- Quang Lê và Duy Mạnh – Liveshow Quang Lê: Hát trên quê hương 2 (2013)